# Дендермонде (окръг)
Вижте пояснителната страница за други значения на Дендермонде.
Дендермонде (на нидерландски: Dendermonde) е окръг в Северна Белгия, провинция Източна Фландрия. Площта му е 343 km², а населението – 200 307 души (по приблизителна оценка от януари 2018 г.). Административен център е град Дендермонде.